# Benet de Sala i de Caramany
Benet de Sala i de Caramany, O.S.B., (Girona, 16 d'abril de 1646 – Roma, 2 de juliol de 1715) va ser un monjo, abat, bisbe i cardenal català.

## Biografia

### Orígens familiars
Era fill de Francesc de Sala, doctor en ambdós drets, i d'Anna Caramany i Cella. Els padrins del seu bateig foren Josep de Lanuza i de Rocabertí, comte de Plasència, posteriorment virrei i capità general de Mallorca, i Magdalena d'Homs, vídua del noble Francesc d'Assís Desbach i Descatllar, senyors d'Orriols.

### Formació
El 1658, als dotze anys va ingressar al monestir de Montserrat, segurament primer com a escolà, passant després a monjo. Tot seguit es matriculà per cursar estudis de filosofia a Barcelona.
Posteriorment es va traslladar a Salamanca, estudiant teologia en el Colegio de San Vicente, regentat per la Congregació Benedictina de Valladolid, a la que Montserrat pertanyia, obtenint el títol de doctor i essent nomenat catedràtic l'any 1676, quan tenia trenta anys. Romangué a Salamanca dedicant-se a la docència durant, com a mínim, cinc anys (1676-1681).

### Primers càrrecs eclesiàstics. Abat de Montserrat
Fou nomenat definidor general i visitador dels monestirs de la seva Congregació situats al territoris de la Corona d'Aragó. Poc després, el 1681, fou nomenat abat de Montserrat, càrrec que exercí durant el període abacial de quatre anys.
L'any 1684, abans fins i tot d'acabar el seu quadrienni com a abat de Montserrat, va ser promogut per Carles II com a abat de Sant Pau del Camp, que era de patronat reial. Exercí el càrrec durant un període de vuit anys (1684-1693), durant el qual en diversos documents apareix signant també com a abat de Sant Pere de Portella (o de Frontanyà), al municipi berguedà de la Quar, fet que s'explicaria pel fet de tractar-se de dos monestirs que estaven units.
També consta que fou abat de Santa Maria de Gerri de la Sal (Pallars Sobirà), vinculat igualment a Sant Pau de Camp.

### Nomenament com a bisbe de Barcelona
El 1696 fou elegit abat de Santa Maria de Ripoll, però en declinà el càrrec, per estar a l'espera d'ocupar la mitra del bisbe de Barcelona.
El 24 de novembre de 1698, a proposta del rei Carles II, el papa Innocenci XII el nomenà bisbe de Barcelona. Prengué possessió del bisbat el 21 de gener de 1699.
Del seu mandat episcopal destaca la fundació de la Casa de la Missió i la reconstrucció del Palau Episcopal de Barcelona, bastant malmès a causa de la invasió francesa de finals del segle xvii, per a la qual es va veure obligat a aportar-hi fons propis, el que malmeté la seva situació patrimonial, ja compromesa per les estretors financeres de la família Sala.

### Entronització de Felip V. Inici de la Guerra de Successió. Confinament a Madrid
Si bé la posició del bisbe Sala, quan es plantejà la successió de Carles II, era la del partit austriacista, des de l'any 1700, en què Felip V d'Espanya pujà al tron, el mantingué la relació amb el monarca i el seu entorn que resultava pròpia, especialment pel que fa a la preparació del jurament de les Constitucions catalanes per part del nou rei borbó, a la catedral de Barcelona, existint les relacions epistolars normals inherents a la relació entre el monarca i el bisbe del cap i casal d'un dels seus regnes.
L'interès de les altes jerarquies catalanes per la qüestió del canvi dinàstic, de la casa d'Àustria a la de Borbó, era intensa, especialment per la gran prevenció que els generaven les suposades "reformes" i el suposat "regalisme" que aquestes duien implícit, especialment per la influència pro francesa. La politització dels clergues era significativa i també cal destacar l'anticlericalisme que havia anat augmentant en les últims anys del regnat del darrer Àustria. A Barcelona, el 1701 circulava un fulletó titulat Consejos políticos que le dió Luis XIV a Felipe V, que incitaven al nét del rei Sol, ja com a nou rei d'Espanya, a fiscalitzar l'església al més aviat possible.
El debat de les Corts de 1701-02 marcà l'opinió i el posicionament del clergat català davant del nou règim. El clergat sortí ben lliurat econòmicament de les referides Corts, i fou satisfeta la seva voluntat (excepte pel que fa a l'arquebisbat de Tarragona) que els càrrecs eclesiàstics fossin ocupats per catalans. El descontentament en sectors importants del clergat, no obstant, es mantingué, i els canvis borbònics generaren inquietud al bisbe barceloní Benet Sala i al bisbe de Solsona, Joan de Santamaría. La resta dels bisbes de les diòcesis catalanes eren pro borbònics, així com la majoria dels canonges i abats de monestirs. Aquesta situació canvià, no obstant, des de 1704.
El 1704 és quan, davant del que es percebia com una amenaça de la nova administració borbònica quant a la fiscalitat, als interessos comercials i econòmics del país i a les seves Constitucions, es produeix una conspiració dels sectors fidels a l'anterior virrei Jordi de Darmstadt, oposats al nou virrei Velasco, que no prosperà, ja fos per la falta de cohesió dels austriacistes a la Conferència dels Tres Comuns, ja fos per la manca d'implicació dels aliats, en especial els anglesos.
Tot i que no es pot parlar, el 1704, ni tan sols després de la referida conjura fracassada, d'enemistat entre el bisbe Sala i el virrei Velasco, els quals seguien cartejant-se i mantenint les relacions pròpies dels seus càrrecs, el cert és que arribà un moment en què Velasco, en el marc de les seves investigacions sobre l'abast de la conjura fracassada i del progressiu i clar decantament del clergat català cap a la causa austriacista, es girà contra el bisbe.
En aquest context, a inicis del mes de març de 1705, el bisbe Sala fou citat per a anar a Madrid per un "real despacho" del Consell Suprem d'Aragó, simplement per a tractar "causas tocantes al Real Servicio". Sala va arribar a la Cort el 5 d'abril d'aquell any, es presentà davant del rei, i allí romangué durant un any i mig, en què mantingué entrevistes amb els ministres de la Cort i els Consejeros de Aragón, sense que se li indiqués el motiu de la seva estada, en un clar desig de mantenir-lo confinat i apartat de la seva diòcesi.
El 20 de juny de 1706, el rei Felip V, a causa de l'avanç de les tropes austriacistes comanades pel marquès de les Minas cap a Madrid, va abandonar la capital amb la Cort i els Reales Consejos, primer cap a Guadalajara i després cap a Burgos. El bisbe Sala, a manca d'indicacions i a manca, també, de recursos econòmics per al desplaçament, restà a Madrid, junt amb el personal episcopal que l'assistia (secretaris, ajudants de cambra, etc.).
Quan el 25 de juny es rendí la ciutat i el marquès de Minas hi entrà, proclamant l'Arxiduc Carles, el bisbe Sala anà a fer els compliments al marquès.

### Expatriació a Avinyó
El 4 d'agost de 1706, anant cap a Alcalà, el bisbe fou fet presoner per uns soldats borbònics. Felip V manà que el traslladessin a França, a Baiona, i després al castell de la Trompeta de Bordeus. D'allí, a petició del papa, passà a Avinyó, ciutat pontifícia, essent-li notificada la seva expulsió d'Espanya.
Les seves estretors econòmiques es veieren aguditzades quan els francesos ocuparen Girona i confiscaren els béns del seu nebot Benet de Sala i Cella, que li donava suport.
La situació del bisbe Sala incomodava tant al papa com a l'administració austriacista. Ramon Vilana-Perles, secretari d'estat de l'Arxiduc Carles, no afronta proactivament la solució a la situació a l'estat de Sala, per més que en la seva correspondència li demana reiteradament favors per al seu entorn familiar.
Després que Carles marxés de Barcelona cap a Viena, i en el marc, la tardor de 1712, de les prenegociacions del tractat d'Utrecht, s'acordà un intercanvi de presoners dels dos bàndols. A Sala, no obstant, se l'instava a passar a Viena, Milà o Roma, però no a Barcelona. La no acceptació d'aquesta alternativa ralentí la seva sortida d'Avinyó. El bisbe Sala va haver de romandre a Avinyó fins al 1713.

### Nomenament com a Cardenal i retorn a Barcelona
Encara estant a Avinyó, el bisbe Sala rebé la notícia del seu nomenament com a cardenal, per part del papa. El nomenament in pectore fou el 1712, però no es va oficialitzar fins al consistori del 30 de gener de 1713, un cop signat el tractat d'Utrecht.
Quan, el 10 d'abril de 1713, arriba per fi a Barcelona, es troba que l'emperadriu i Vilana ja han abandonat la ciutat. La presència de Sala a Barcelona, en el context de les negociacions per a l'aprovació del tractat d'Utrecht, el Conveni de l'Hospitalet de suspensió de les hostilitats i evacuació del Principat per part dels aliats, era incòmoda per als austriacistes. Per altra banda, el 24 de març de 1713, Felip V havia signat un Reial Decret en el qual considerava perjur el bisbe Sala, al no haver-li mantingut la fidelitat, i ordenava a totes les seves autoritats que no li reconeguessin el títol de cardenal, extrem que recomanava al seu avi, rei de França, que també ordenés als seus cardenals i ministres.

### Anada a Roma
El 3 de juliol de 1713, el bisbe s'embarcà cap a Gènova, com indica en la carta que dirigí al consistori barceloní, "…en execusió de la ordre ab que me trobo de passar á Roma, ab lo motiu de reber de mans de sa Beatitud, lo sombrero (capello cardenalici), últim complement de l'honor cardenalici al cual se ha dignat elevarme N.SS Pare y senyor Clement XI…".
Un cop a Roma, i especialment després de la caiguda de Barcelona, el cardenal Sala caigué en l'oblit i en la malaltia, i l'interès de l'emperador austríac en ajudar-lo quedà molt minvat. Sala ni tan sols pogué presentar-se davant del papa per a rebre el "capello" cardenalici.

### Defunció
L'1 de juliol de 1715 mor, a Roma.
El CRAI Biblioteca de Fons Antic de la Universitat de Barcelona conserva una obra que va formar part de la biblioteca personal de Sala,així com un exemple de les marques de propietat que van identificar els seus llibres al llarg de la seva vida.